# Harry Chauvel
Sir Henry George Chauvel (Tabulam, Nova Gales do Sul, 16 de abril de 1865 — Melbourne, 4 de março de 1945), mais conhecido como Harry Chauvel, foi um oficial superior australiano da Força Imperial Australiana que combateu nas campanhas de Galípoli e do Sinai e Palestina no teatro de operações Médio Oriente durante a Primeira Guerra Mundial. Foi o primeiro australiano a ter a patente de tenente-general e, posteriormente, a de general, além de ter sido o primeiro australiano a comandar um corpo de exército. Como comandante do Corpo Montado do Deserto foi protagonista de uma das vitórias mais decisivas e uma das perseguições mais rápidas da história militar. Entre 1923 e 1930 foi o chefe do estado-maior do Exército Australiano e na Segunda Guerra Mundial, quando já se tinha retirado do exército, foi comandante do Volunteer Defence Corps australiano, desde 1940 até 1945.

## Biografia
Filho de um criador de gado, Charles Henry Edward Chauvel e da sua esposa Fanny Ada Mary, Henry Chauvel foi segundo tenente miliciano na Upper Clarence Light Horse, uma unidade militar de organizada pelo seu pai em 1886. Depois da família se ter mudado para Queensland, foi segundo tenente miliciano na Queensland Mounted Infantry (Infantaria Montada de Queensland) a partir de 1890 e entrou em ação durante a greve dos tosquiadores australianos de 1891. Tornou-se oficial regular em 1896 e foi para o Reino Unido como parte do contingente de Queensland para o Jubileu de Diamante da Rainha Vitória. Em 1899 comandou uma das duas companhias da Infantaria Montada de Queensland que constituíram a contribuição de Queensland para a Segunda Guerra dos Bôeres. Depois da guerra esteve envolvido no treino da Australian Light Horse, as forças australianas com características mistas de cavalaria e de infantaria montada.
Promovido a coronel em 1913, Chauvel foi nomeado representante da Austrália no estado-maior geral imperial (Imperial General Staff), mas quando rebentou a Primeira Guerra Mundial ele ainda estavam em viagem a caminho do Reino Unido. Chauvel tratou do envio da Força Imperial Australiana para o Egito, onde assumiu o comando da 1.ª Brigada Light Horse em dezembro de 1914. Em maio de 1915 foi enviado para Galípoli, onde teve a seu cargo algumas das partes mais perigosas da linha da frente. Em novembro assumiu o comando da 1.ª Divisão.
Em março de 1916 Chauvel foi nomeado comandante da Divisão Montada ANZAC, que foi vitoriosa nas batalhas da Campanha do Sinai e Palestina de Romani (agosto de 1916) e Magdhaba (dezembro de 1916) e por pouco teria sido vitoriosa na Primeira Batalha de Gaza (março de 1917). Em abril de 1917 assumiu o comando da Coluna do Deserto, que alguns meses depois foi rebatizada Corpo Montado do Deserto, o primeiro corpo de exército comandado por um australiano. Na Batalha de Bersebá (outubro de 1917), as sua tropas capturaram a cidade e a sua vital fonte de abastecimento de água numa das últimas grandes cargas de cavalaria da história. Em setembro de 1918 Chauvel logrou movimentar secretamente três das suas divisões montadas e lançar o ataque de surpresa que resultou na vitória na Batalha de Megido. Imediatamente a seguir, as suas tropas iniciaram uma das perseguições mais rápidas da história militar, que culminaria na tomada de Damasco em 1 de outubro. A esta perseguição seguiu-se outra até Haritan, durante a qual foram tomadas as cidades de Alepo, Homs, Hama e Haritan.
Em 1919, Chauvel foi nomeado Inspetor Geral, o cargo mais elevado do Exército Australiano. De 1923 até se ter reformado, em 1930, foi Chefe do estado-maior geral. Durante a Segunda Guerra Mundial foi chamado novamente para o serviço como Inspetor Chefe do Volunteer Defence Corps.